# Dubna (affluente della Daugava)
Il fiume Dubna è un fiume che scorre per 105 km in territorio lettone. Affluente destro del fiume Daugava, confluisce in esso presso la città di Līvāni.